# Inbiomyia empheres
Inbiomyia empheres är en tvåvingeart som beskrevs av William Russel Buck 2006. Inbiomyia empheres ingår i släktet Inbiomyia och familjen Inbiomyiidae.
Artens utbredningsområde är Ecuador. Inga underarter finns listade i Catalogue of Life.